# Beatrix Murányi
Beatrix Murányi (ur. 27 grudnia 1931 w Budapeszcie) – węgierska tłumaczka, m.in. językowego humoru Stanisława Lema.

## Życiorys
Najpierw studiowała na Uniwersytecie Loránda Eötvösa język i literaturę węgierską, a następnie język i literaturę polską. Po ukończeniu studiów pracowała jako dziennikarka, tłumaczka i redaktorka. Tłumaczyła literaturę piękną i pozycje popularyzatorskie z języka polskiego, niemieckiego, włoskiego, angielskiego, francuskiego i szwedzkiego. 

## Przekłady
- Jerzy Andrzejewski: Már rád tört a vég; Budapeszt, Európa Könyvkiadó, 1983
- Jerzy Andrzejewski: Jő hegyeken szökellve: opowiadania; Budapeszt, 1983
- Bohdan Czeszko: Sirató, Árvíz (Powódź): dwa opowiadania; Budapeszt,  1979
- Martin Doerry: Megsebzett szívem. Życie Lilli Jahn, 1900–1944; Budapeszt, 2004
- Christoph Hein: Honfoglalás (Landnahme), Budapeszt, 2006
- Jarosław Iwaszkiewicz: Máter Johanna és más elbeszélések; Budapeszt, 1973
- Stanisław Lem: A kudarc (Fiasko), Budapeszt, 1995
- Stanisław Lem: Az Úr hangja (Głos Pana), Budapeszt, 1980
- Stanisław Lem: Álmatlanság (Bezsenność), Budapeszt, 1974
- Stanisław Lem: Béke a földön (Pokój na Ziemi), Budapeszt, 1991
- Stanisław Lem: Csillagnapló (Dzienniki gwiazdowe), Budapeszt, 1996
- Stanisław Lem: Éden (Eden), Budapeszt 1973
- Stanisław Lem: Kiberiáda (Cyberiada), Budapeszt, 1971[1]
- Stanisław Lem: Pirx pilóta kalandjai (Opowieści o pilocie Pirxie), Budapeszt, 1970
- Stanisław Lem: Solaris
- Sławomir Mrożek: A hasonmás és más történetek; Budapeszt, 2001
- Sławomir Mrożek: A perverz és más történetek, Budapeszt, 2002
- Sławomir Mrożek: A zsiráf és más történetek ; Budapeszt,  2001
- Sławomir Mrożek: Hazatérésem naplója (Dziennik powrotu), Budapeszt, 2004
- Sławomir Mrożek: Ismeretlen barátom és más történetek
- Sławomir Mrożek: Levélkék (Małe listy); Budapeszt, 1988
- Sławomir Mrożek: Lolo és más történetek
- Sławomir Mrożek: Zuhanás közben ; Budapeszt, 1978
- Edward Redliński: A kor szava (Konopielka); Budapeszt, 1977
- Henryk Sienkiewicz: Quo vadis; Budapeszt, 2003
- Jerzy Zawieyski: Kiáltás a világűrbe (Krzyk w próżni świata), w zbiorze: Mai lengyel elbeszélők, seria Dekameron, Európa Könyvkiadó, Budapeszt, 1965[2]
- Wojciech Żukrowski: Ariadna éjszakái (Noce Ariadny); Budapeszt, 1973

## Nagrody i wyróżnienia
- A Haza Szolgálatáért Érdemérem ezüst fokozata (Srebrny Medal Zasługi za Służbę Ojczyźnie) 1974
- A Lengyel Írószövetség Irodalmi Díja (Nagroda literacka ZAiKS-u dla tłumaczy) 1977[3]
- A Munka Érdemrend ezüst fokozata (Srebrny Order Zasługi Pracy) 1981
- Az Európa Könyvkiadó Nívódíja (Nagroda Nívó wydawnictwa Európa Könyvkiadó) 1983, 1985, 1988
- Az Európa Könyvkiadó Wessely László-díj|Wessely László műfordítói díja (Nagroda Wessely László-díj wydawnictwa Európa Könyvkiadó) 2007
- Trethon Judit-emlékgyűrű| (Pamiątkowy pierścień Judit Trethon)[4]